# Museo Etnológico Comarcal del Valle de Albaida
El Museo Etnológico Comarcal del Valle de Albaida, es un museo etnográfico situado en la localidad de Benisoda, en la comarca valenciana del Valle de Albaida.
El objetivo de este museo, llamado también Casal del Labrador, es el de conservar y exponer una serie completa de instrumentos y materiales de trabajo que formaban parte de una casa de labradores del Valle de Albaida dedicados al cultivo de tierras de secano principalmente. La sección posiblemente más interesante es aquella formada por utensilios de labranza y otros destinados a la elaboración del aceite. También es interesante la colección de pesas y medidas.
Forma parte de la Red de Museos Etnológicos Locales de la Diputación de Valencia. 

## Historia
La comarca del Valle de Albaida es una comarca de la Comunidad Valenciana dedicada en gran medida a las labores agrícolas y a industria artesanal de productos derivados o relacionados con la agricultura y el marco geográfico concreto en que se engloba. Esto conlleva que la zona posea un gran valor en patrimonio etnológico. Esto llevó, alrededor de 1968, a que Francisco Ferri Martínez y otros vecinos de Benisoda promocionaran la creación de una colección museográfica que acabó dando forma al Museo Etnológico Comarcal del Valle de Albaida.
El museo actual es pues la herencia de una Colección Museográfica, el Casal del Labrador, iniciativa particular y privada iniciada en el año 1968 por Francisco Ferri Martínez, que contó más tarde, entre 1970-1973, con la colaboración de otros vecinos de la localidad, como Vicent Vidal Bonet y José Ferri Lluch. Estos vecinos de Benisoda, eran conscientes del paso de la sociedad agrícola tradicional a la sociedad global, lo que les llevó a recoger unas 600 piezas, cotidianas y de oficios antiguos, con el objetivo de evitar la pérdida de esa historia de la localidad que iba quedando en el olvido a las nuevas generaciones.
En 1973 la colección se ubicó en la casa abadía para su visita pública. En 1977 se creó la asociación “Casal del Llaurador” de Benisoda, la cual incluyó dentro de sus estatutos “culminar la instalación ya iniciada en 1973 del Museo Agrícola y de Costumbres” como parte de sus objetivos. Esta colección se promocionó mucho al ser expuesta reiteradas veces en un stand en la feria anual Iberflora (la primera vez que se exhiben en la edición de 1977, pero en prensa puede documetarse su presencia en las convocatorias de 1978, 1980 y 1981) dedicada a las plantas ornamentales y las flores.
La Mancomunidad de Municipios del Valle de Albaida adquirió la colección en el año 1994 y el Ayuntamiento impulsó la construcción de una nueva casa para la colección.
El Museo Etnológico Comarcal del Valle de Albaida de Benisoda fue inaugurado en diciembre de 2014,tras la rehabilitación de la casa donde tiene su sede, gracias a la ayuda del ETNO.Ese mismo año se había concluido la última remodelación del edificio que había de ser sede del museo, gracias a la cooperación con el Museo Valenciano de Etnología.
Forma parte de la Red de Museos Etnológicos Locales de la Diputación de Valencia desde su creación entre 2016-2017.Por este motivo el ETNO dentro de su programa de apoyo a las colecciones y museos etnológicos locales coordinó en 2017 la remodelación del  museo de Benisoda a petición de la Mancomunidad de Municipios del Valle de Albaida. Con esta remodelación se pretendía, por un lado, la ampliación de los ámbitos temáticos, sin caer en exclusiva en discursos tecnológicos y conseguir con ello dar una visión más social; por otro, se intentaba dar a conocer la gran variedad temática de la colección de museo y establecer lazos entre pasado y presente, sin caer en una visión nostálgica. Estas mejoras al final conseguirían aumentar les visitas, tanto a este como a otros museos y a otros lugares de interés de la comarca.

## Descripción
La colección inicial, cuyo nombre oficial era Colección Museográfica de Etnografía y Costumbre del Valle de Albaida, se ubicaba en una típica casa de labrador de la comarca, tras su paso por la casa abadía en la década de los años 70 del siglo XX,y estaba organizada por secciones, y en ella se podían encontrar desde el objeto más cotidiano de una casa a la herramienta más especializada utilizada por un labrador en sus tareas agrícolas.
En la actualidad la muestra permanente del museo se centra en actividades diversas y tradicionales del Valle de Albaida como son la industria, la artesanía, las fiestas o la explotación del bosque y la montaña.
La visita al museo te permite hacer un recorrido histórico por los 34 municipios de la citada comarca, dando a conocer aspectos de la forma de vida de sus habitantes: labores artesanales, actividades de ocio y fiesta, gastronomía y cultura
En el museo podemos distinguir seis secciones:
1. El territorio vivido. Que se desarrolla alrededor de un mercado, que siempre ha sido el símbolo de las relaciones sociales y económicas. En esta sección se presentan las actividades más características tanto de Benisoda como de otras localidades de la comarca: la ganadería, el transporte, las comunicaciones y el comercio de la nieve.[10]
2. Tiempo de fiesta. Tiempo de trabajo.  En esta sección se nos muestra la imagen de una calle en la que se quiere visibilizar gran parte del universo festivo de la comarca. En esta sección se plasma la forma particular de vivir el tiempo en estas sociedades de base agrícola, siempre ligadas a los ciclos naturales, y, las  sociedades de tipo industrial, regidas por un tiempo mecánico y racionalizado.[10]
3. Manos y máquinas. Es esta zona la que trata de mostrar las actividades relacionadas con la transformación de las materias primas para producir los objetos utilizados en la vida cotidiana.[10]
4. Comer y beber. Otro uso de los productos agrícolas es su destino gastronómico que es lo que recoge esta nueva sección, en la que se hace una selección de las actividades artesanales de transformación de productos agropecuarios.[10]
5. El agua: el líquido vital. Para las sociedades agrícolas el agua era el bien más preciado, su ausencia o su exceso podían arruinar totalmente las cosechas y en ello la posibilidad de supervivencia de los habitantes de la zona, por ello esta sección trata de la presencia de dos elementos importantísimos: el pozo, que permite traer el agua al ámbito no solo agrícola sino también doméstico (exponiendo un rico conjunto de recipientes cerámicos de la colección del museo), y de otro lado el banco.[10]
6. El pasado del Museo. Es la sección del museo en la que se agradece y homenajea a las personas que recogieron objetos y montaron las primeras muestras.[10]

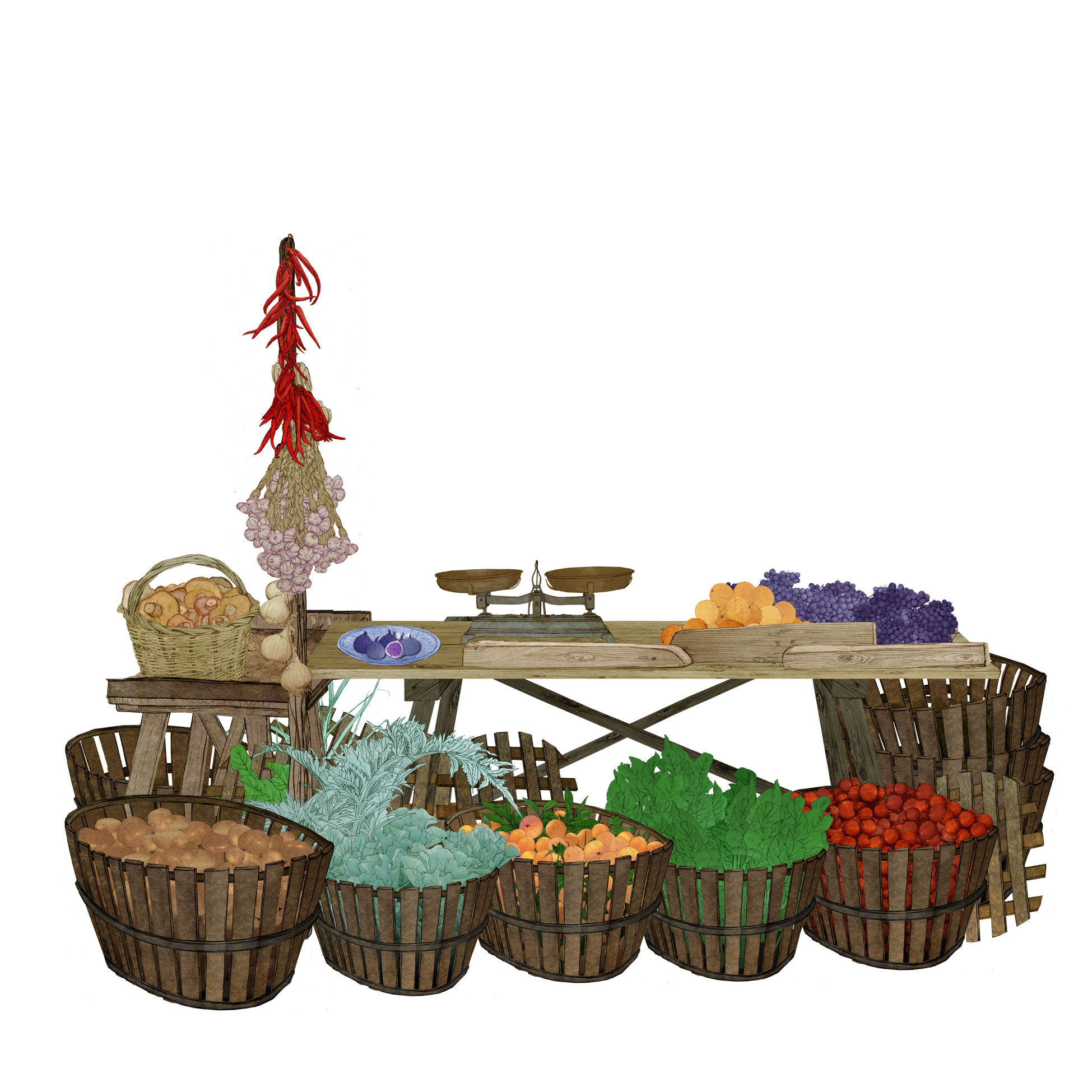
Venta ambulante
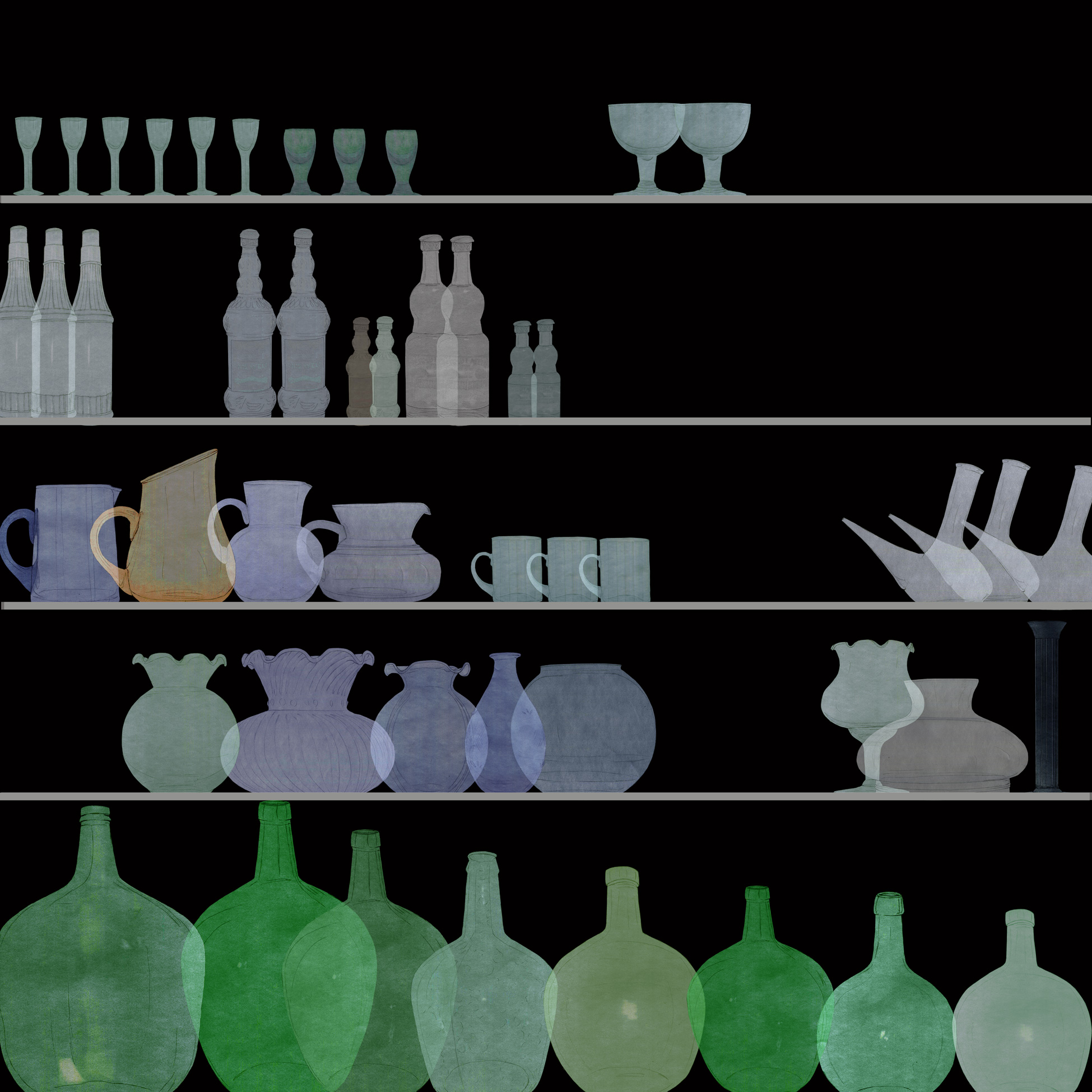
Cristal de Ollería
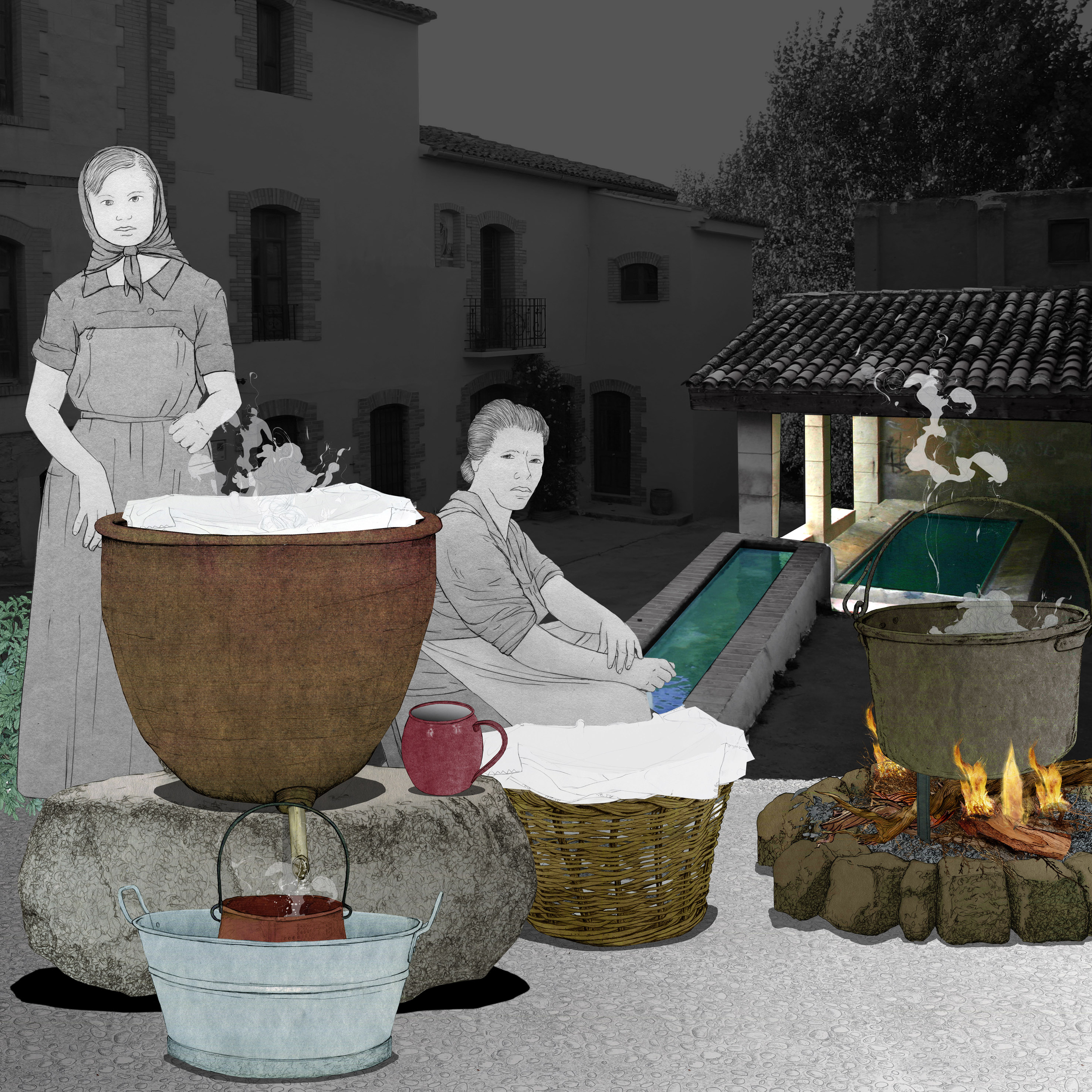
Mujeres haciendo la colada
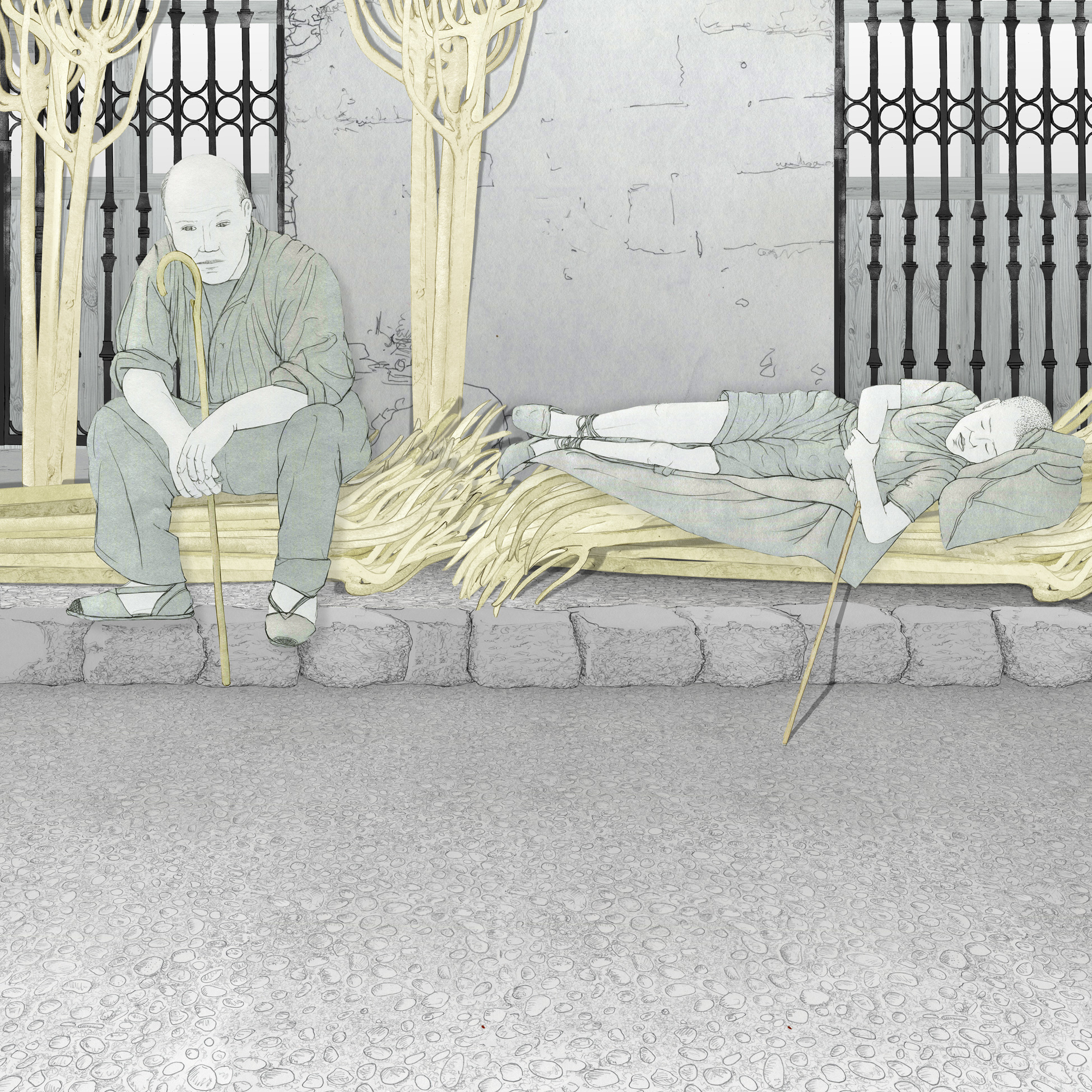
Trabajando el esparto
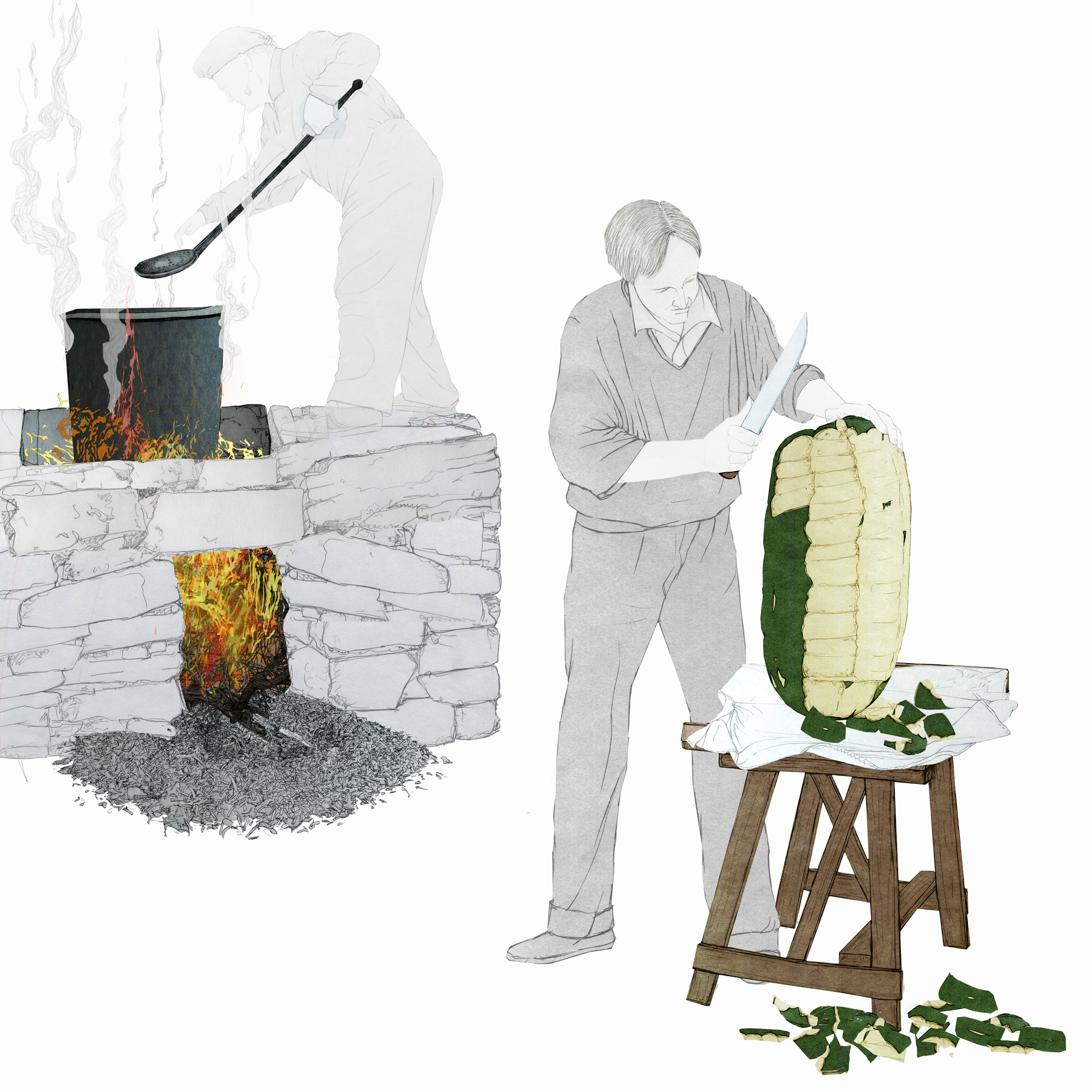
preparando Arrop i Talladetes
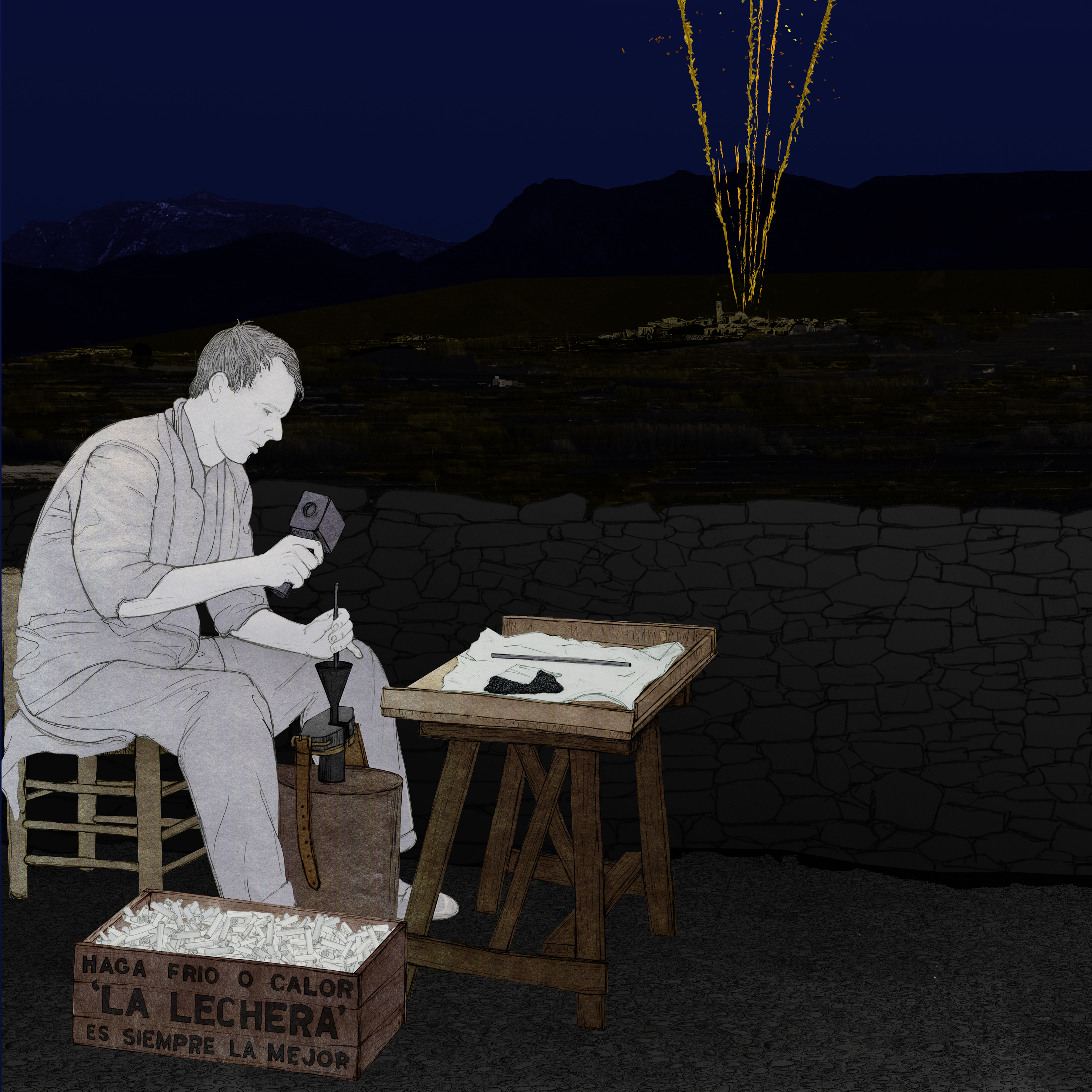
Trabajo con pólvora para pirotecnia

El Museo Etnológio Comarcal del Valle de Albaida ofrece, además, actividades didácticas para que los jóvenes se familiaricen con las herramientas tradicionales, y para visibilizar y poner en valor las tradiciones y costumbres de los habitantes de la Comarca del Valle de Albaida, el consistorio de Benisoda organiza unas rutas turísticas que parten del Museo etnográfico de la localidad. Así se visibilizan actividades hoy prácticamente inexistentes como la industria  del esparto de Benisoda, el vidrio de Ollería, el textil de Onteniente y Bocairente, las mantas de Albaida o los licores de la Sierra de Mariola. Estas actividades cuentan con el apoyo además del consistorio local, del del Patronato de Turismo de la Diputación de Valencia.